# Presa de Kambarata-1
La presa de Kambarata-1 (també coneguda com a presa de Kambaratinsk o Kambar-Ata 1, en kirguís: Камбаратинская ГЭС-1) és una proposta de presa que se situaria en el riu Naryn, en el centre del Kirguizstan. És una de les sis que es preveu construir sobre el riu i es convertiria en una de les majors preses del món, amb una altura aproximada de 275 metres i contenint al voltant d'uns 370 milions de metres cúbics de roca i terra. La central hidroelèctrica, que té el mateix nom que la presa, estarà situada en la base de la presa i tindrà una capacitat d'uns 2.000 megawatts. El projecte es construirà conjuntament amb Rússia i possiblement també amb el Kazakhstan.
La presa es crearà utilitzant unes 440.000 tones mètriques d'explosius per a volar les parets del canó, causant despreniments de terra que bloquejaran el riu Naryn. Aquesta estratègia estalviaria temps i diners respecte als mètodes convencionals de construcció d'embassaments. La central hidroelèctrica, el desguàs i altres estructures associades es completaran per separat.
El primer intent de construir un dic en aquest lloc va ser en 1986, però la construcció es va detenir a causa del col·lapse de la Unió Soviètica en 1991. El projecte es va restablir en 2008 i es finançarà en gran manera amb 2.000 milions de dòlars de l'ajuda russa, promesos a canvi d'una "major cooperació econòmica i en matèria de seguretat" amb Rússia. S'espera que aquesta presa i altres del Naryn ajudin al Kirguizstan a convertir-se en un important exportador d'electricitat, ajudant així a la fràgil economia del país. Els treballs de perforació de prova en el lloc de la presa van començar a l'agost de 2013.

## Controvèrsies
L'Uzbekistan, que es troba en aigües avall, s'oposa al projecte ja que l'ompliment inicial de l'embassament, i l'evaporació anual en endavant, reduiria el cabal disponible en el Sirdarià per al reg. L'energia generada per la presa, si s'exporta a països del sud com l'Afganistan, també podria perjudicar el mercat de l'Uzbekistan per a l'exportació d'electricitat. Segons el govern uzbek de Taixkent, Kambarata-I també causarà escassetat d'aigua, així com danys ambientals i econòmics a l'Uzbekistan, i s'està plantejant en violació del dret internacional.
Els experts entrevistats per l'International Crisi Group han indicat que, malgrat el rebuig de l'Uzbekistan en relació amb el projecte, Kambarata-1 i altres projectes similars podrien millorar la gestió de l'aigua a la regió, ja que les preses recolliran i emmagatzemaran aigua que més tard podria destinar-se per al reg. No obstant això, els especialistes en recursos hídrics també han declarat que hi ha una falta de voluntat política per a resoldre aquesta qüestió.